# Léonie Périault
Léonie Périault (Clamart, 31 luglio 1994) è una triatleta e mezzofondista francese.

## Biografia
Ha rappresentato la Francia ai Giochi olimpici estivi di Tokyo 2020, dove si è piazzata quinta nella prova individuale ed ha vinto la medaglia di bronzo nella gara a squadre, gareggiando coi connazionali Dorian Coninx, Cassandre Beaugrand e Vincent Luis.

## Palmares

### Triathlon
- Giochi olimpici

Tokyo 2020: bronzo nella gara a squadre
- Mondiali a staffetta

Amburgo 2018: oro nella staffetta mista
Amburgo 2020: oro nella staffetta mista
- Europei

Glasgow 2018: oro nella staffetta mista
- Europei velocità

Kitzbühel 2021: bronzo nell'individuale

### Atletica leggera
- Europei su strada

Bruxelles e Lovanio 2025: bronzo nella gara a squadre dei 10 km.